# The Beautiful People
"The Beautiful People" é uma canção do segundo álbum de estúdio do cantor americano Marilyn Manson, Antichrist Superstar. Foi lançado como single em Setembro de 1996. Foi escrita por Marilyn Manson e Twiggy Ramirez, tratando temas como a cultura da beleza e a filosofia de Friedrich Nietzsche, em particular as relações escravo-mestre, que, conforme descritas na canção, consistem em um grupo de "fracos" que estão "sempre errados", são oprimidos e vivem para justificar uma elite superior (a chamada "Beautiful People").